# Sandro Bertaggia
Sandro „Dino“ Bertaggia (* 7. Mai 1964 in Zug) ist ein ehemaliger Schweizer Eishockeyspieler.

## Karriere
Bertaggia begann seine Karriere beim EV Zug. In der Saison 1980/81 feierte er seinen Einstand in der Nationalliga B gleich mit einem verwandelten Penalty gegen Dübendorf. Nach dem Abstieg mit anschliessendem Wiederaufstieg wechselte er 1984 in die höchste Spielklasse zum HC Fribourg-Gottéron. 1985 wechselte er zum HC Lugano, wo er bis zu seinem Karriereende 2003 blieb. Er wurde insgesamt sechsmal Schweizer Meister, spielte 1991 im Spengler-Cup-Final, 1987 und 1991 im Europacupfinal sowie im Jahr 2000 im Top Four Final der Eurohockeyliga. Dabei schoss er über 100 NLA-Tore. 
Mit der Schweizer Eishockeynationalmannschaft nahm Sandro Bertaggia an diversen Weltmeisterschaften teil und absolvierte insgesamt 152 Länderspiele. An der B-Weltmeisterschaft 1990, bei welchem die Schweizer den Wiederaufstieg in die A-Gruppe schafften, wurde er als bester Verteidiger ausgezeichnet.
Nach dem Meistertitel 2003 gab Sandro Bertaggio seinen Rücktritt bekannt und fungierte fortan als Team-Manager des HC Lugano. Seine langjährige Rückennummer, die 2, wird beim HCL seither nicht mehr vergeben.
Sein Sohn Alessio Bertaggia (* 1993) ist ebenfalls Eishockeyspieler. 